# 沃爾夫斯湖
51°22′47″N 6°47′49″E / 51.37972°N 6.79694°E

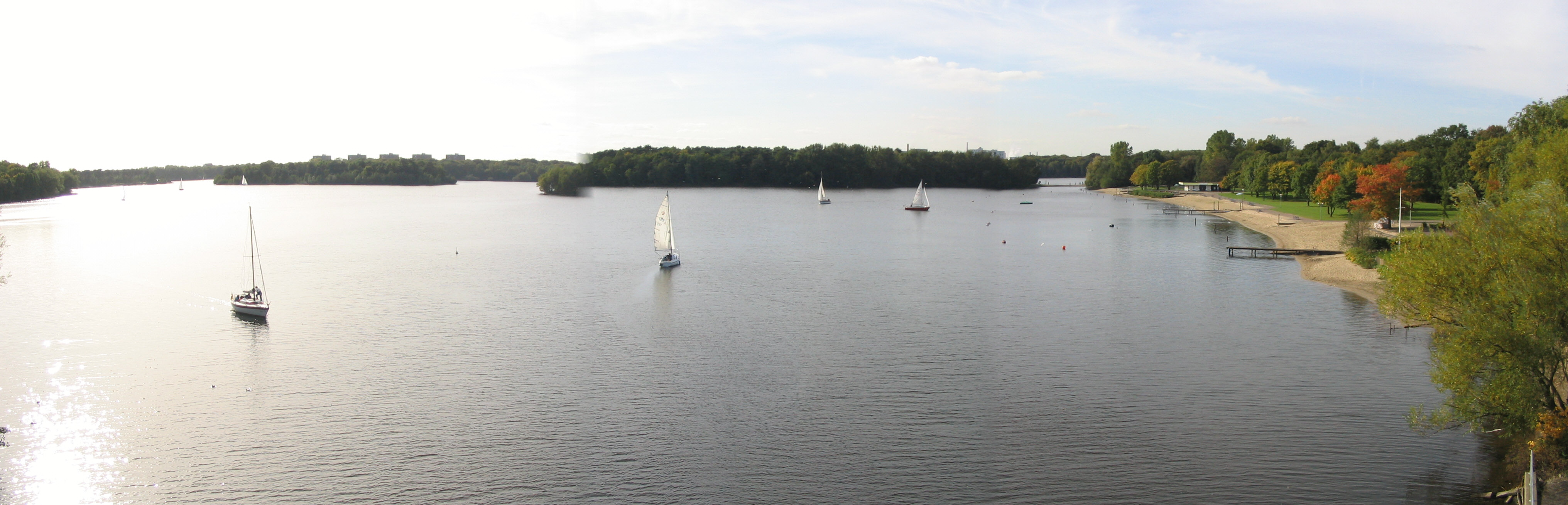

沃爾夫斯湖（德語：Wolfssee），是德國的湖泊，位於該國西部，由北萊茵-威斯特法倫州負責管轄，長1.5公里、寬0.7公里，面積0.77平方公里，平均水深8.3米，最大水深19.4米，水體容量641萬立方米。